# 트라이던트 (미사일)
트라이던트 미사일(Trident missile)은 미국 록히드 사가 개발한 잠수함 발사 탄도 미사일(SLBM)이다. 미국 해군에서는 함대 탄도 미사일 (FBM : Fleet Ballistic Missile)이라고도 불린다. 사양이 다른 트라이던트 I과 II가 있다.

## 트라이던트 I

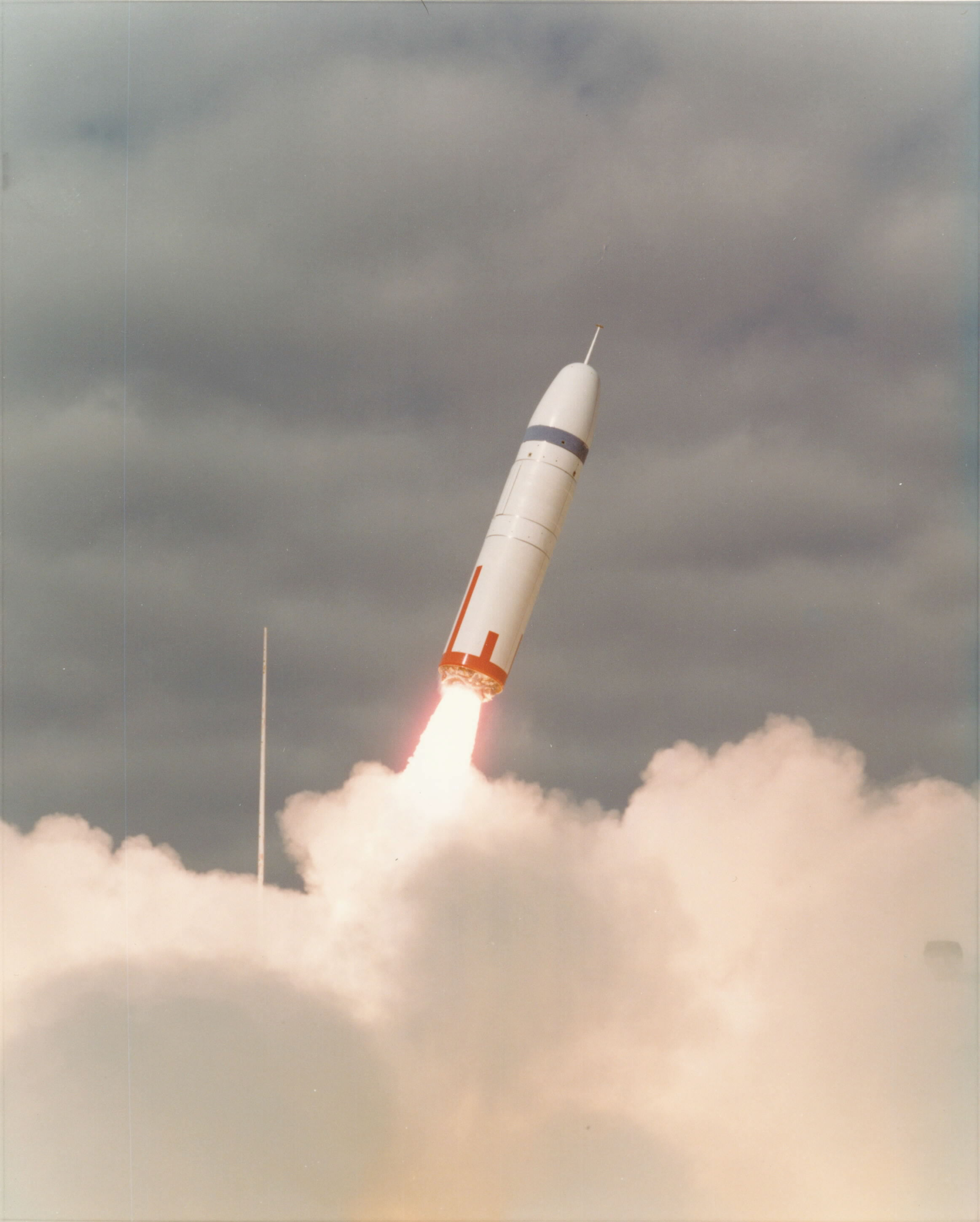
1977년 1월 18일 케이프커내버럴 공군 기지에서 처음 발사된 Trident I

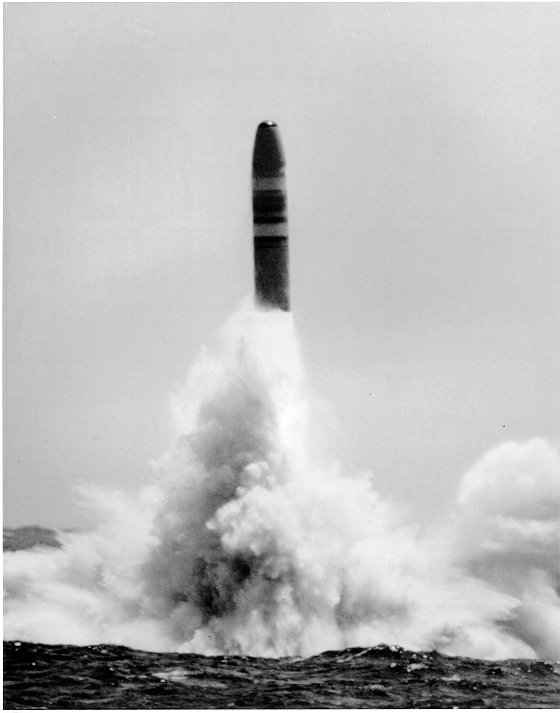
잠수함에서 발사된 Trident I

트라이던트 I(Trident I, Trident C4)은 포세이돈 C3의 후속으로 개발된 미사일로, 제식명칭은 UGM-96A이다. 기존 포세이돈 C3 미사일에서 사거리 연장을 최우선 항목으로 하여 개발이 시작되었다.

### 성능과 특징
Trident C4는 크기를 대형화해 사거리를 증대시킬 수가 없었다. 라파예트급 원자력 잠수함 등 포세이돈 C3를 사용하는 전략 미사일 핵 잠수함에 탑재를 고려했기 때문이다.
따라서, 탄두 수를 포세이돈 C3의 14발에서 8발로 줄였으나 탄두를 포세이돈 C3의 W68 핵탄두에서 W76 핵탄두로 바꾸어 기존 포세이돈 C3 미사일의 위력을 유지시킬 수 있었다.
로켓을 포세이돈 C3 미사일에서 1단을 늘린 3단으로 늘렸으며 (제어부를 포함하면 4단), 발사 직후 끝에서 에어로 스파이크로 불리는 돌기가 돌출해 가속 단계에서 공기 저항을 감소시켜 사거리 연장에 기여하고 있다.

### 사양
- 길이: 10.36 m
- 직경: 1.88 m
- 발사 무게: 33,113 kg
- 탄두: W76 탑재 Mk4 (100 kt)
- 탄두 수: 최대 8 출발
- 사거리: 4,000 해리 이상 (약 7,400 km)
- 유도 방식: 관성유도
- 추진 방식: 3 단 고체 로켓
- CEP: 450 m 내외
- 탑재 잠수함: 라파예트급 잠수함, 오하이오급 잠수함 (1 ~ 8 번 함)

## 트라이던트 II

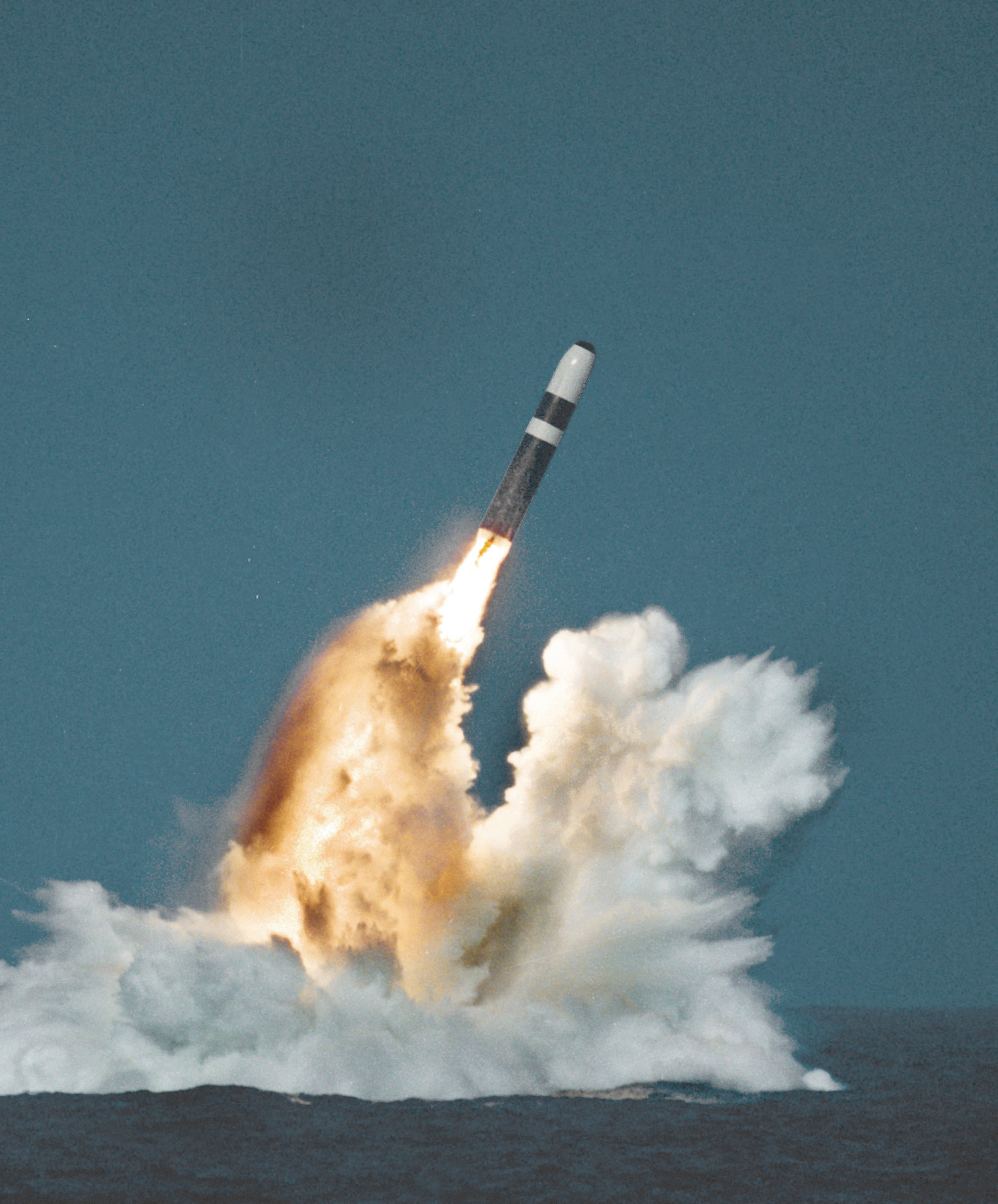
Trident II

Trident II (Trident D5)은 Trident C4를 대형화한 미사일로, 사거리와 CEP가 개선되었다. 정식 명칭은 UGM-133A이다. 오하이오급 잠수함과 영국에서 뱅가드급 원자력 잠수함에 탑재되는 것을 고려했기 때문에 여전히 크기 제한이 있으나, 크기 제한을 풀면 ICBM으로 사용이 가능할 만큼 높은 정확도를 (CEP 90M) 가지고 있다.

### 성능과 특징
기본적인 모양은 거의 Trident C4과 같지만, 무게는 2배 정도 된다. 탄두 수도 Trident C4는 최대 8발 이었는데 Trident D5는 포세이돈 C3과 같은 14발이다.
무게가 무거워진 이유는 탄도와 사거리 때문인데, 탄도의 경우 Trident C4에서는 W88 탄두를 8발 탑재했으나, Trident D5는 W88 탄두 포세이돈 C3와 같은 14발을 탑재할 수 있게 설계되었기 때문이다. (현재는 START I 조약으로 인해 8발 전후로만 탑재되어 있다)
사거리 또한 미국의 ICBM 중 가장 사거리가 긴 Minuteman III보다 10% 정도 짧은 거리인 약 6,000 해리로 알려져 있어 Trident C5의 약 1.5배 수준이다.
정확도가 높기 때문에, 간단하게 보복 공격으로 도시를 공격할 뿐만 아니라 적 ICBM의 사일로에 대한 공격에도 사용이 가능하다. GPS를 사용하여 CEP를 향상시킬 계획이 있었고 실제 실험까지 행했으나, 실용화되어 있지는 않다.

### 사양
- 길이: 13.41 m
- 직경: 2.11 m
- 발사 무게: 58,968 kg
- 탄두: W76 탑재 Mk4 (핵 출력 100 kt) 또는 W88 탑재 Mk5 (핵 출력 475 kt)
- 탄두 수: 최대 14발
- 사거리 (공표 값): 4,000 해리 이상 (약 7,400 km)
- 사거리 (추정치): 6,480 해리 이상 (약 12,000 km)
- 유도 방식: 관성 + 천측
- 추진 방식: 3 단 고체 로켓
- CEP: 90 m 안팎
- 탑재 잠수함: 오하이오 급 (9 ~ 18 번 함) : Vanguard 급 (영국)

## 같이 보기
- 미사일 목록